# Аврово
Аврово (рос. Аврово) — селище у Волховському районі Ленінградської області Російської Федерації.
Населення становить 311 осіб. Належить до муніципального утворення Сясьстройське міське поселення.

## Історія
Згідно із законом № 56-оз від 6 вересня 2004 року належить до муніципального утворення Сясьстройське міське поселення.

## Населення
| 1997 | 2007 | 2010 | 2017 |
| ---- | ---- | ---- | ---- |
| 438  | ↘430 | ↘332 | ↘311 |